# Pietas (textilateljé)
Pietas var en svensk textilkonserveringsateljé som hade som mål att konservera textilier av konstnärligt och historiskt värde. Bland Pietas uppdrag kan nämnas omhändertagandet och vården av fanor ur svenska statens trofésamling samt en första uppordning av textilfynden från Birkas gravar.
Initiativ till grundandet av textilföreningen Pietas togs år 1908 av Agnes Branting. Ordförande i föreningen var Nordiska Museets styresman, arkeolog Bernhard Salin och bland ledamöterna fanns Sigurd Wallin, Nordiska museet och friherre Rudolf Cederström, Livrustkammaren. Föreningen Pietas uppgift beskrevs som: "att på ett fullt museimässigt sätt behandla textilföremålen så att dess genom ålder eller vanskötsel eller genom bådadera i förening pågående förstörelse i möjligast mån hejdas, utan att föremålets kulturhistoriska värde därigenom minskas."
Från 1911 erhöll man statsanslag för verksamheten.
Konserveringsarbetet präglades av konstvetenskapliga och kulturhistoriska bedömningar. Varje föremål dokumenterades med fotografi, beskrivande text med noggranna uppgifter om kondition och mått. Beskrivningarna numrerades och arkiverades i den så kallade Pietaskatalogen. Agnes Branting utvidgade och fördjupade sin textila och antikvariska erfarenhet genom utländska studieresor. Hon publicerade sin forskning i artiklar och år 1920 i Textil Skrud i svenska kyrkor. I samarbete med professor Andreas Lindblom gav hon åren 1928-1929 ut verket Medeltida vävnader och broderier i Sverige.
Ledningen för Pietas övertogs år 1930 av Agnes Brantings systerdotter, konsthistorikern Agnes Geijer, som då också åtog sig det antikvariska ansvaret för verksamheten. Under Geijers ledning fick Pietas ytterligare högt anseende gällande historisk textilforskning och konservering. Personalen vid Pietasateljen hade gedigen kunskap och erfarenhet av att utföra textila tekniker samt hade specialiserad kunskap inom konservering eller akademisk utbildning i exempelvis konstvetenskap eller arkeologi. 1949 förstatligades verksamheten och kom då att sortera under Riksantikvarieämbetet (RAÄ) som en särskild konserveringsateljé vid RAÄ:s textilenhet i Stockholm.
Efter Agnes Geijer har verksamheten bland andra letts av Inger Estham och Margareta Nockert. Förutom konservering av liturgiska textilier från svenska församlingskyrkor utfördes under 1900-talets sista decennier konservering av biskopsskrudarna från Brehmen vid Riksantikvarieämbetets textilenhet.
Pietaskatalogen, som dokumenterar all konservering utförd vid Pietasateljén och därefter konserveringsateljén vid Riksantikvarieämbetets textilenhet, från starten 1908 till Riksantikvarieämbetets flytt av verksamhet till Visby, förvaras i Antikvarisk-topografiska arkivet (ATA) i Stockholm.